# John Colet
John Colet (Londres, 1467 - 18 de Setembro de 1519) foi decano da catedral de São Paulo em Londres. Foi um eclesiástico, educador, precursor da pedagogia e humanista que influiu profundamente no pensamento de Erasmo de Rotterdam. É tido como um dos precursores da Reforma católica.

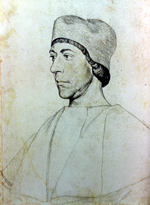
John Colet, eclesiástico, humanista e educador

## Biografia
Era filho de Henry Colet, conhecido comerciante de Londres, a quem foi dado um título de nobreza e onde serviu como prefeito duas vezes (em 1486 como em 1495). De seu casamento com Christian Knevet teve 26 filhos, e o primogênito, e único a sobreviver foi John.
Estudou na Cambridge. Em 1497 entrou para a vida eclesiástica e foi ordenado diácono e logo sacerdote. Depois de estabelecer-se em Oxford começou a dar aulas de exegese sobre as cartas de São Paulo apesar de não ter título acadêmico em teologia.

## Obras
Escreveu um resumo dos tratados do Pseudo Dionísio. 
Escreveu tratados que foram polêmicos pelos seus enérgicos ataques contra os abusos do clero em sua época: De sacramentis Ecclesiae y De compositione sancti Corporis Christi mystici.